# Kozeatîn, Ohtîrka
Kozeatîn (în ucraineană Козятин) este un sat în orașul regional Ohtîrka din regiunea Sumî, Ucraina.

## Demografie
Componența lingvistică a localității Kozeatîn
     Ucraineană (100%)
Conform recensământului din 2001, toată populația localității Kozeatîn era vorbitoare de ucraineană (100%).